# Herb gminy Czernikowo
Herb gminy Czernikowo – jeden z symboli gminy Czernikowo.

## Wygląd i symbolika
Herb przedstawia na tarczy koloru czerwonego z lewej strony srebrną rybę, z prawej strony czarne poroże jelenia, a pod oboma elementami odwróconą do góry nogami złotą koronę.